# Resolutie 2436 Veiligheidsraad Verenigde Naties
Resolutie 2436 van de Veiligheidsraad van de Verenigde Naties werd op 21 september 2018 unaniem aangenomen. De Veiligheidsraad wilde het gedrag, de leiding en het rekenschap van blauwhelmen tijdens vredesoperaties verbeteren. De resolutie volgde een jaar nadat secretaris-generaal António Guterres was gevraagd te rapporteren over de geplande hervormingen van de VN-vredesoperaties.

## Achtergrond
In 2017 waren 56 blauwhelmen omgekomen door vijandelijkheden, het hoogste aantal in meer dan 20 jaar. Secretaris-generaal António Guterres had laten onderzoeken hoe dat kwam en wat er aan kon worden gedaan. Daarvoor waren de missies MINUSMA, MONUSCO, MINUSCA, UNAMID en UNMISS onder de loep genomen. Volgens het rapport gaf de VN-vlag geen 'natuurlijke bescherming' meer tegen gewapende groeperingen, extremisten, de georganiseerde misdaad en andere misdadigers. Geen rekening houden met de risico's en niet voorbereid zijn, gebrekkige bevelvoering, een gebrek aan vliegtuigen of helikopters en te weinig opgeleide of uitgeruste manschappen hadden er meermaals toe geleid dat blauwhelmen de bevolking of zichzelf in een conflictgebied niet konden beschermen tegen een aanval. Op basis van de aanbevelingen in het rapport werd een actieplan opgesteld.
Uit een rapport uit 2015 was al gebleken dat de mandaten almaar langer en minder haalbaar werden. Secretaris-generaal Guterres benadrukte in 2017 dat vredesoperaties duidelijke prioriteiten moesten meekrijgen en kunnen evolueren met de noden van het moment. Wat ook een grote rol speelde was de druk die de Verenigde Staten waren beginnen uitoefenen om de kosten te drukken. Dat land was immers de grootste geldschieter van de Verenigde Naties. De VS stelden volgende principes voorop: een vredesoperatie moet een politieke oplossing ondersteunen, het gastland moet meewerken, het mandaat moet haalbaar zijn en er moet een exit-strategie worden bepaald.
Waar de eerste versie van de door de VS opgestelde tekst nog gericht was op de militairen en agenten op missie, werd dit op vraag van andere landen opengetrokken tot burgerpersoneel, planning en de rol van de Veiligheidsraad en het Secretariaat zelf om te vermijden dat bepaalde landen die manschappen bijdroegen met de vinger werden gewezen. Een aantal landen wilden ook niet dat het Secretariaat of de landen die manschappen bijdroegen onder druk werden gezet voor meer rekenschap voor slechte prestaties. De aandacht werd gelegd bij rapportering, rekenschap, aanzetten tot verbetering en gegevens verzamelen over de prestaties van de manschappen.

## Inhoud
De basisprincipes van vredeshandhaving zijn toestemming van de partijen in een conflict, onpartijdigheid en enkel geweld gebruiken ter zelfverdediging en verdediging van het mandaat. Vele vredesmissies hadden te maken met aanvallen op de missie zelf. Een rapport had de veiligheid van blauwhelmen in verband gebracht met hun prestaties. Ook gebrekkige opleiding en uitrusting verhoogden de risico's.
Het gebeurde ook dat blauwhelmen hun taak om de bevolking in een conflictgebied te beschermen niet naar behoren uitvoerden door een gebrekkige voorbereiding of laksheid. Verder werden blauwhelmen geregeld zelf beschuldigd van seksueel misbruik. De Verenigde Naties hanteerden al langer een nultolerantiebeleid voor wat seksueel misbruik betrof. Een aantal landen hadden hier al stappen tegen ondernomen. Landen werden aangemoedigd een opleiding te voorzien voor hun blauwhelmen inzake seksueel geweld en mensenhandel in conflictgebieden. Het was ook nog steeds de bedoeling het aantal vrouwen in vredesoperaties tegen 2020 te verdubbelen.
Vredesoperaties moesten een haalbaar mandaat, voldoende middelen en sterk leiderschap krijgen. De manschappen moesten bekwaam en goed opgeleid en uitgerust zijn om dat mandaat effectief en veilig uit te voeren. De Veiligheidsraad steunde de ontwikkeling van een beleid waarin standaarden werden vastgelegd voor de prestaties van VN-personeel op missie. Goede prestaties mochten erkend worden. Voor slechte prestaties moest rekenschap worden afgelegd, tot het vervangen van een hele eenheid door een uit een ander land toe. Vredesoperaties moesten ook geregeld geëvalueerd worden en bijgestuurd waar nodig.
Lijst ·  2398 ·  2399 ·  2400 ·  2401 ·  2402 ·  2403 ·  2404 ·  2405 ·  2406 ·  2407 ·  2408 ·  2409 ·  2410 ·  2411 ·  2412 ·  2413 ·  2414 ·  2415 ·  2416 ·  2417 ·  2418 ·  2419 ·  2420 ·  2421 ·  2422 ·  2423 ·  2424 ·  2425 ·  2426 ·  2427 ·  2428 ·  2429 ·  2430 ·  2431 ·  2432 ·  2433 ·  2434 ·  2435 ·  2436 ·  2437 ·  2438 ·  2439 ·  2440 ·  2441 ·  2442 ·  2443 ·  2444 ·  2445 ·  2446 ·  2447 ·  2448 ·  2449 ·  2450 ·  2451